# Louis Mussillon
Louis Mussillon, (pron. fr. AFI: [lwi mysijɔ̃]), detto anche “Luigi” (Courmayeur, 30 settembre 1870 – Courmayeur, 29 aprile 1958), è stato un alpinista ed attendente italiano.
Luigi era una guida alpina della Società delle Guide Alpine di Courmayeur e del Club Alpino Italiano, inoltre era aiutante di campo di Alberto Pelloux.

## Biografia
Louis Mussillon è figlio di Ferdinand e padre di Marcel, entrambi guide alpine della Società delle Guide Alpine di Courmayeur. In giovane età divenne l'aiutante di campo di Alberto Pelloux, figlio maggiore del presidente del Consiglio e più volte ministro Luigi Pelloux. Louis aiutò Alberto nella descrizione geografica della Valle d'Aosta.
Nel 1891, Louis e Alberto iniziarono a scalare molte vette delle Alpi. In quell'anno, conquistarono l'11 maggio il monte Berio Blanc e il 1º ottobre la Testa del Rutor. Nel 1892, continuarono le loro imprese scalando varie vette, tra cui il monte Berio Blanc, il mont Chétif, l'Aiguille de Chambave ed altre.
Nel 1892, Luigi Mussillon ed Alberto Pelloux compirono due prime ascensioni significative: il 15 maggio salirono per primi sul mont Crammont passando per il Grand Couloir, e il 1º luglio salirono per primi sul mont Grépillon, poi sul mont Dolent passando per il bordo sud-est.
Nel corso degli anni successivi, Luigi Mussillon continuò a scalare molte altre vette delle Alpi, tra cui il Monte Bianco e l'Aiguille des Glaciers, nel 1902. In particolare, in quell’anno, ha compiuto molte prime ascensioni ed ha contribuito alla denominazione di differenti montagne, vette e passi, tra cui: la Tour d'Entrèves, les Aiguilles du Diable e la via Croux sul mont Blanc du Tacul.
Una delle sue imprese più notevoli fu la prima traversata completa della cresta di Rochefort, nel Massiccio del Monte Bianco, nel 1904.
Nel 1905, Mussillon compì ascensioni significative tra cui alle Grandes-Jorasses e di nuovo, dopo la prima ascensione assoluta nel 1902, all'Aiguille Noire de Peuterey.
Louis Mussillon ebbe molti compagni degni di nota: Alberto Pelloux, Adolfo Hess, Ettore Allegra, Henri e Joseph Brocherel, Oscar Leitz, Ernesto e Hans Mariny, Laurent Croux, Flavio Santi, Agostino Ferrari e Alexis Berthod.